# Edoardo Nesi
Edoardo Nesi (Prato, 9 novembre 1964) è uno scrittore, politico e traduttore italiano.

## Biografia

### Origini
Nato in una famiglia di imprenditori tessili, dopo aver completato il liceo scientifico ha diretto per quindici anni l'azienda di famiglia, che ha venduto nel 2004 a causa della crisi economico-finanziaria.

### Carriera letteraria
È stato traduttore di racconti, saggi, sceneggiature e romanzi di grandi autori come Stephen King, Malcolm Lowry, Quentin Tarantino e David Foster Wallace, oltre che socio e direttore della casa editrice Fandango, con cui nel 2001 ha scritto e diretto l’omonima versione cinematografica Fughe da fermo (prodotta da Fandango stesso).
Ha vinto il Premio Strega 2011 con Storia della mia gente (edito da Bompiani), in cui racconta la realtà tessile di Prato e la storia della sua famiglia.
Ha vinto il Premio Cortina d'Ampezzo 2015 con L'estate infinita (sempre edito da Bompiani).

### Attività politica
Nel 2009 viene nominato assessore alla cultura ed allo sviluppo economico della Provincia di Prato nella giunta provinciale di centro-sinistra guidata da Lamberto Gestri (PD), carica che lascia nell'ottobre 2012 per aderire all'associazione Italia Futura di Luca Cordero di Montezemolo.
Alle elezioni politiche del 2013 viene candidato alla Camera dei deputati, tra le liste di Scelta Civica nella circoscrizione Toscana, venendo eletto deputato in seconda posizione.
Il 23 ottobre 2013 annuncia il suo abbandono di Scelta Civica, ed entra nel gruppo misto, pur continuando a sostenere la maggioranza.
Nella XVII legislatura della Repubblica è stato componente della 7ª Commissione Cultura, scienza e istruzione, di cui è stato brevemente capogruppo per il gruppo parlamentare di Scelta Civica per l'Italia, e capogruppo per il gruppo misto nella 10ª Commissione Attività produttive, commercio e turismo.

## Opere

### Libri
- Fughe da fermo, Milano, Bompiani, 1995. ISBN 88-452-2560-7.
- Ride con gli angeli, Milano, Bompiani, 1996. ISBN 88-452-2893-2.
- Rebecca, Milano, Bompiani, 1999. ISBN 88-452-4092-4.
- Figli delle stelle, Milano, Bompiani, 2001. ISBN 88-452-4755-4.
- L'età dell'oro, Milano, Bompiani, 2004. ISBN 88-452-3287-5. Vincitore del Premio Bruno Cavallini e finalista del Premio Strega.
- Per sempre, Milano, Bompiani, 2007. ISBN 978-88-452-5925-8.
- Gianna Nannini. Stati d'anima, Milano, Bompiani, 2009. ISBN 978-88-452-6335-4.
- Storia della mia gente. La rabbia e l'amore della mia vita da industriale di provincia, Milano, Bompiani Overlook, 2010. ISBN 978-88-452-6352-1. Vincitore del Premio Strega[9]
- L'Italia e i suoi giorni, in Grand Tour. Rivisitare l'Italia nei suoi 150 anni, Roma, Solaris, 2010.
- Miracolo inevitabile, Milano, RCS Quotidiani, 2011.
- Le nostre vite senza ieri, Milano, Bompiani, 2012. ISBN 978-88-452-6947-9.
- L'estate infinita, Milano, Bompiani, 2015. ISBN 978-88-452-8262-1.
- La mia ombra è tua, Milano, La nave di Teseo, 2019. ISBN 9788834600634.
- Economia sentimentale, Milano, La nave di Teseo, 2020.
- I lupi dentro, La nave di Teseo, 2023, ISBN 9788834614983

### Traduzioni
- Infinite Jest, David Foster Wallace Milano, Einaudi, 2006. traduzione di Edoardo Nesi con la collaborazione di Villoresi A., Giua G. ISBN 978-88-06-17872-7.

## Filmografia
- Fughe da fermo (2001) - regia, soggetto e sceneggiatura
- Prove per un naufragio della parola (2011) - soggetto e sceneggiatura
- La mia ombra è tua (2022) - sceneggiatura